# Léner Péter
Léner Péter (Budapest, 1936. február 15. –) Kossuth-díjas és Jászai Mari-díjas magyar rendező, színigazgató, érdemes művész; Léner András színész és rendező édesapja.

## Életpályája
Szülei Lehner Károly és Schőn Erzsébet voltak. 1961-ben végzett a Színház- és Filmművészeti Főiskola rendezőtagozatán. 1961-1963 között a miskolci Nemzeti Színház rendezője volt. 1963-tól a Nemzeti Színház, 1964-től a Pécsi Nemzeti Színház, 1965-1977 között a Thália Színház rendezője volt. 1977-1983 között a Szegedi Nemzeti Színház főrendezője volt. A nyíregyházi Móricz Zsigmond Színház igazgatója és főrendezője volt 1983-1990 között. 1990 és 2011 között a budapesti József Attila Színház igazgatója, valamint a nyíregyházi Móricz Zsigmond Színház rendezője, a Színház- és Filmművészeti Főiskola tanára. 1999 óta a Budapesti Színigazgatók Egyesületének elnöke.

## Színházi rendezései
A Színházi Adattárban regisztrált bemutatóinak száma: 108.

### Miskolci Nemzeti Színház
- Makszim Gorkij: Vássza Zseleznova (1961)
- Erdélyi Lukács: Családi ház (1961)
- Müller Péter: Két marék aprópénz (1962)
- Heltai Jenő: A néma levente (1962)
- Jókai Mór: Az aranyember (1962)
- Ion Luca  Caragiale: Zűrzavaros éjszaka (1962)
- George Bernard Shaw: Szent Johanna (1963)

### Budapesti Nemzeti Színház
- William Shakespeare: A makrancos hölgy (1963)

### Pécsi Nemzeti Színház
- George Bernard Shaw: Az ördög cimborája (1964–65)
- Tennessee Williams: Nyár és füst (1965)
- Marcel Achard: A bolond lány (1965)
- Dobozy Imre–Egressy Zoltán: Villanegra (1999–2000)

### Körszínház
- Thomas Mann: Márió és a varázsló (1964–65)
- Thomas Mann: Fiorenza (1964–65)

### Irodalmi Színpad
- Balassi Bálint: Szép magyar komédia (1969)
- Szokolay Sándor: Az éden elvesztése (1969–70)
- Szokolay Sándor: Szembenézni (1969–70)
- Georg Büchner: Woyzeck (1971)
- Georg Büchner: Leonce és Léna (1971)
- Örkény István: Egyperces novellák (1972)
- Kőszegi Ábel: Töredék (1973)
- Ungvári Tamás: Dóra jelenti (1975)

### Thália Színház
- Samuel Beckett: Godot-ra várva (1965)
- Mrozek: Bűbájos éj (1966)
- Mrozek: Károly (1966)
- Mrozek: Nyílt tengeren (1966)
- Örkény István: Tóték (1967)
- Somogyi Tóth Sándor: Szerencse vagy halál (1967)
- Eörsi István: Sírkő és kakaó (1968)
- Görgey Gábor: Népfürdő (1969)
- Görgey Gábor: Hírnök jő (1969)
- Csurka István: Ki lesz a bálanya? (1969–70)
- Sándor Iván: Kvartett (1969–70)
- Arbuzov: Én, te, ő (1970)
- Alberto Moravia: A világ olyan, amilyen (1970–71)
- Abody Béla: A dráma komédiája (1971)
- Csurka István: Szék, ágy, szauna (1972)
- Fekete Sándor: Akar-e ön író lenni? Avagy tanuljunk könnyen, gyorsan érvényesülni (1973)

### Veszprémi Petőfi Színház
- Mikszáth Kálmán: A Noszty fiú esete Tóth Marival (1972)

### Vidám Színpad
- Hacks: Polly Amerikában (1974)
- Zarudnij: Nem vagyunk kifestve (1974–75)
- Gábor Andor: Dollárpapa (1975)

### Kaposvári Csiky Gergely Színház
- Kálmán Imre: Cirkuszhercegnő (1976)

### Szegedi Nemzeti Színház
- Csehov: Cseresznyéskert (1976–77)
- Maróti Lajos: Egy válás története (1977)
- Csurka István: Az idő vasfoga (1977)
- William Shakespeare: Julius Caesar (1977–78)
- Sütő András: Vidám sirató egy bolyongó porszemért (1978)
- Gogol: Háztűznéző (1978–79)
- Maróti Lajos: Közéletrajz (1979)
- Gelman: Éjszakai utazás (1979–80)

### Debreceni Csokonai Színház
- Gogol: Háztűznéző (1981)
- Móricz Zsigmond: Kivilágos kivirradtig (1982)
- Kocsis István: Megszámláltatott fák (1982)
- Karinthy Ferenc: Ősbemutató (1982–83)
- Csehov: Ványa bácsi (1983)
- William Shakespeare: Tévedések vígjátéka (1983–84)

### Ódry Színpad
- Dosztojevszkij: A Karamazov testvérek (1981–82)
- Strindberg: Julie kisasszony (1989–90)
- Hervé: Nebáncsvirág (1996–97)
- Szép Ernő: Május (1996–97)
- Gogol: Háztűznéző (2001)

### Nyíregyházi Móricz Zsigmond Színház
- Csák Gyula: Az őszülés váratlan órája (1983)
- Balázs József: A bátori advent (1983–84)
- Kolozsvári Papp László: Édes otthon (1984–85)
- Balázs József: A homok vándorai (1985)
- Nyerges András: Az ördög győz mindent szégyenleni... (1985)
- Németh László: Galilei (1985–86)
- Gáll István: Nő a körúton (1986)
- Gyurkovics Tibor: A bombatölcsér (1986)
- Remenyik Zsigmond: Az atyai ház (1986–87)
- Páskándi Géza: Lélekharang (1987)
- Szigligeti Ede: II. Rákóczi Ferenc fogsága (1987)
- Krleža: Galicia (1987–88)
- Molière: A fösvény (1988)
- Páskándi Géza: Éljen a színház! (1988–89)
- Ödön von Horváth: Mesél a bécsi erdő (1989)
- Móricz Zsigmond: Nem élhetek muzsikaszó nélkül (1989–90)
- Beaumarchais: A sevillai borbély (1990)

### Gyulai Várszínház
- Herczeg Ferenc: A Gyurkovics lányok (1990–91)

### Madách Színház
- Kapás Dezső–Tasnádi István: Édes Anna (1997–98)

### József Attila Színház
- Horváth Péter: Csao, Bambino (1991)
- Herczeg Ferenc: A Gyurkovics lányok (1991–92)
- Hasek: Svejk vagyok (1992)
- Móricz Zsigmond: Rokonok (1992–93)
- Molnár Ferenc: Olympia (1994)
- Molnár Ferenc: Előjáték Lear királyhoz (1995)
- Molnár Ferenc: Marsall (1995)
- Molnár Ferenc: Az ibolya (1995)
- Jonson: Volpone (1996)
- Simon: Luxuslakosztály (1997)
- Szigligeti Ede: Liliomfi (1997–99)
- Kocsák–Nagy: Budapest, te csodás! (1998–99)
- Molnár Ferenc: Liliom (1999–2000)
- William Shakespeare: A makrancos hölgy (2000–01)
- Szilágyi Andor: Lássuk a medvét! (2002)
- Horváth Péter: Kilencen, mint a gonoszok (2002–03)
- Mikszáth Kálmán: Különös házasság (2003–04)
- Kertész Imre: Sorstalanság (2003–04)
- Molnár Ferenc: Játék a kastélyban (2005)
- Aldridge: Csak kétszer vagy fiatal (2005–07)
- Darvasi László: Szabadság-hegy (2006–07)
- Taylor: Legyen a feleségem! (2007–08)
- Veber: Bérgyilkos a barátom (2008–09)
- Hamvai Kornél: Harmadik figyelmeztetés (2009)
- Sauvil-Assous: Add kölcsön a feleséged! (2010)
- Hámos György: Mici néni két élete (2010)

## Filmjei

### Játékfilmek
- Made in Hungária (2009)

### Tévéfilmek
- A vénasszonyok nyara (1980)
- Horváték (1981)
- Buborékok (1983)
- A tanítónő (1985)
- Dada (1987)
- Malom a Séden (1988)

## Díjai, elismerései
- Jászai Mari-díj (1985)
- Érdemes művész (1988)
- Budapestért díj (1998)
- A XIII. kerület díszpolgára (2004)
- Kossuth-díj (2006)